# Iguman
Iguman (srbsko игумaн, latinizirano: iguman, rusko игумен, latinizirano: igumen iz bizantinske grščine starogrško ἡγούμενος, hēgoúmenos, slovensko: hegemón, vodja, upravitelj) je bil predstojnik (prior) pravoslavnega samostana. Predstojnica ženskega samostana je bila igumanija. Beseda lahko pomeni tudi samostan, ki ga upravlja iguman.
V Rusiji je bil v davni preteklosti iguman predstojnik vsakega samostana, arhimandrit pa predstojnik po enega samostana v eparhiji (škofiji). Iguman in arhimandrit sta imela enake obveznosti. Razlikovala pa sta se samo po oblačilih med bogoslužjem. Iguman je nosil preprosto meniško kuto in  nabedrenik, arhimandrit pa bogato okrašen plašč, pastirsko palico in mitro.  
Iz besade iguman so nastali priimki  Igumanov, Igumanović, Igumenov in Igumnov.
Srbski ljudski pregovor, povezan z igumanom, pravi:  "Potuj (oče) iguman in ne skrbi (sprašuj) za samostan", s katerem se nekomu želi povedati, da bo tudi brez njega vse v redu.
Ruska oblika besede je naziv mesta Igumen v Belorusiji, ki se od leta 1923 imenuje Červenj (rusko Червень).

## Vir
- Lawrence N. Langer. Historical Dictionary of Medieval Russia. Scarecrow Press, Lanham MD u. a. 2002. str. 58. ISBN 0-8108-4080-4.